# Christopher Tin
Christopher Tin (Redwood City, 21 maggio 1976) è un compositore statunitense.
Il suo lavoro è principalmente orchestrale e corale, spesso con influenze di World music. Ha vinto due Grammy Awards per il suo album Calling All Dawns.
Tin è forse meglio conosciuto per il suo pezzo corale Baba Yetu dal videogioco Civilization IV, che nel 2011 è diventato il primo brano musicale per videogiochi a vincere un Grammy Award.

## Ciclo di canzoni
- (2009) Calling All Dawns
- (2014) The Drop That Contained the Sea
- (2020) To Shiver the Sky
- (2022) The Lost Birds